# ディクソン海峡

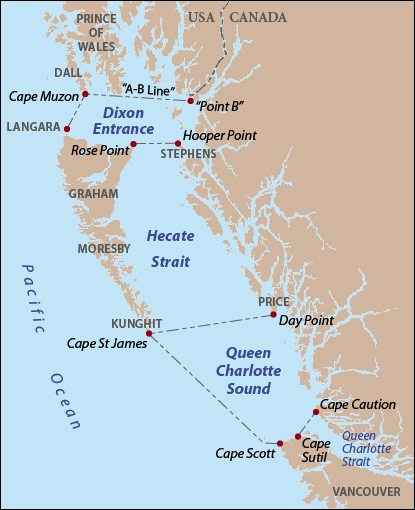
図中にDixon Entranceとある箇所がディクソン海峡

ディクソン海峡（ディクソンかいきょう、Dixon Entrance）は長さ約80kmの、アラスカ州とブリティッシュコロンビア州との境界部にある、太平洋の海域。1787年にこの場所の調査を行ったジョージ・ディクソンにちなみ、ジョゼフ・バンクスによって命名された。北側にはアレキサンダー諸島内のクラレンス海峡が、南側にはヘカト海峡とハイダ・グワイがあり、また北側の入り口部にはプリンスオブウェールズ島が存在する。
座標: 北緯54度22分 西経132度20分 / 北緯54.37度 西経132.33度